# Tour du Limousin 2000
Il Tour du Limousin 2000, trentatreesima edizione della corsa, si svolse dal 15 al 18 agosto 2000 su un percorso di 706 km ripartiti in 4 tappe, con partenza e arrivo a Limoges. Fu vinto dal francese Patrice Halgand della Jean Delatour davanti ai suoi connazionali Jean-Cyril Robin e Stéphane Heulot.

## Tappe
| Tappa  | Data      | Percorso             | km  | Vincitore di tappa     | Leader cl. generale |
| ------ | --------- | -------------------- | --- | ---------------------- | ------------------- |
| 1ª     | 15 agosto | Limoges > La Châtre  | 162 | Jo Planckaert          | Jo Planckaert       |
| 2ª     | 16 agosto | La Châtre > Aubusson | 196 | Patrice Halgand        | Patrice Halgand     |
| 3ª     | 17 agosto | Aubusson > Tulle     | 185 | Aitor Gonzalez Jimenez | Jean-Cyril Robin    |
| 4ª     | 18 agosto | Tulle > Limoges      | 163 | Félix Cárdenas         | Patrice Halgand     |
| Totale | Totale    | Totale               | 706 |                        |                     |

## Dettagli delle tappe

### 1ª tappa
- 15 agosto: Limoges > La Châtre – 162 km

| Pos. | Corridore        | Squadra       | Tempo    |
| ---- | ---------------- | ------------- | -------- |
| 1    | Jo Planckaert    | Cofidis       | 3h40'57" |
| 2    | Saulius Ruskys   | VC Saint      | s.t.     |
| 3    | Laurent Brochard | Jean Delatour | s.t.     |

| Pos. | Corridore     | Squadra | Tempo    |
| ---- | ------------- | ------- | -------- |
| 1    | Jo Planckaert | Cofidis | 3h40'51" |

### 2ª tappa
- 16 agosto: La Châtre > Aubusson – 196 km

| Pos. | Corridore        | Squadra       | Tempo    |
| ---- | ---------------- | ------------- | -------- |
| 1    | Patrice Halgand  | Jean Delatour | 4h52'15" |
| 2    | Jean-Cyril Robin | Bonjour       | s.t.     |
| 3    | Stéphane Heulot  | FDJ           | s.t.     |

| Pos. | Corridore       | Squadra       | Tempo    |
| ---- | --------------- | ------------- | -------- |
| 1    | Patrice Halgand | Jean Delatour | 8h33'06" |

### 3ª tappa
- 17 agosto: Aubusson > Tulle – 185 km

| Pos. | Corridore              | Squadra | Tempo    |
| ---- | ---------------------- | ------- | -------- |
| 1    | Aitor Gonzalez Jimenez | Kelme   | 4h12'51" |
| 2    | David Moncoutié        | Cofidis | a 11"    |
| 3    | Jean-Cyril Robin       | Bonjour | a 14"    |

| Pos. | Corridore        | Squadra | Tempo     |
| ---- | ---------------- | ------- | --------- |
| 1    | Jean-Cyril Robin | Bonjour | 12h46'11" |

### 4ª tappa
- 18 agosto: Tulle > Limoges – 163 km

| Pos. | Corridore       | Squadra       | Tempo    |
| ---- | --------------- | ------------- | -------- |
| 1    | Félix Cárdenas  | Kelme         | 4h05'47" |
| 2    | Patrice Halgand | Jean Delatour | a 2"     |
| 3    | Saulius Ruskys  | VC Saint      | s.t.     |

| Pos. | Corridore        | Squadra       | Tempo     |
| ---- | ---------------- | ------------- | --------- |
| 1    | Patrice Halgand  | Jean Delatour | 16h51'58" |
| 2    | Jean-Cyril Robin | Bonjour       | a 2"      |
| 3    | Stéphane Heulot  | FDJ           | a 8"      |

## Classifiche finali

### Classifica generale
| Pos. | Corridore              | Squadra                  | Tempo     |
| ---- | ---------------------- | ------------------------ | --------- |
| 1    | Patrice Halgand        | Jean Delatour            | 16h51'58" |
| 2    | Jean-Cyril Robin       | Bonjour-Toupargel        | a 2"      |
| 3    | Stéphane Heulot        | FDJ                      | a 8"      |
| 4    | José Javier Gómez      | Kelme                    | a 21"     |
| 5    | Aitor Gonzalez Jimenez | Kelme                    | a 38"     |
| 6    | Sébastien Hinault      | Crédit Agricole          | a 53"     |
| 7    | Linas Balciunas        | VC Saint-Quentin-Oktos   | a 1'29"   |
| 8    | Nicolaj Bo Larsen      | Memory Card-Jack & Jones | a 1'47"   |
| 9    | David Moncoutié        | Cofidis                  | a 2'48"   |
| 10   | Saulius Ruškys         | VC Saint-Quentin-Oktos   | a 2'51"   |